# Erin (Ontario)
Pour les articles homonymes, voir Erin.
Erin est une ville du comté de Wellington en Ontario, au Canada.

## Démographie
| 2001   | 2006   | 2011   | 2016   |
| ------ | ------ | ------ | ------ |
| 11 052 | 11 148 | 10 770 | 11 439 |